# Opatství Santa Maria di Grottaferrata
Územní opatství Santa Maria di Grottaferrata je územní opatství italského baziliánského řádu Italsko-albánské církve

## Historie
Bylo založeno v Laziu v roce 1004 svatým Nilem z Rossana. Nachází se v obci Grottaferrata asi 20 km jižně od Říma v Albánských horách. Jde o opatství byzantského ritu, které vzniklo před velkým schizmatem roku 1054, k němuž se nikdy nepřidalo a vždy zůstalo v církevním společenství s římským papežem. Je posledním z mnoha opatství byzantského ritu, které byly ve středověké Itálii velmi rozšířené. Zároveň se jedna o jediné územní opatství východního ritu (k r. 2021).

## Opat
V současné době je jeho apoštolským administrátorem kardinál Marcello Semeraro.